# Ліберальна партія Бельгії
Ліберальна партія (нід. Liberale Partij, фр. Parti libéral) — бельгійська політична партія, яка існувала з 1846 до 1961 року, коли її було перейменовано на Партію за свободу і прогрес.

## Голови партії
- 1920–1921 : Альбер Мехелінк
- 1924–1926 : Едуар Пекер
- 1927–1933 : Альбер Девез
- 1933–1934 : Октав Дірк
- 1935–1936 : Леон Денс
- 1936–1937 : Віктор де Лавель
- 1937–1940 : Еміль Кулонво
- 1940–1945 : Жан Брігод і Фернанд Деметс
- 1945–1953 : Роже Мотц
- 1953–1954 : Анрі Лієберт
- 1954–1958 : Моріс Дестенай
- 1958–1961 : Роже Мотц
- 1961 : Омер Ванадегув

## Відомі члени
- Жуль Бара
- Густав Боель (1837–1912), промисловець
- Шарль Бульс, мер Брюсселя (1881–1899)
- Ежен Дефакз
- Франсуа-Філіп де Оссі, (1789–1869), перший голова Національного банку Бельгії
- Констант де Керхов де Дентергем
- Луїс Франк
- Вальтер Фрер-Орбан, (1812–1896), написав перший статут ліберальної партії
- Шарль Гро
- Юліус Ост молодший (1884–1954), бізнесмен
- Поль Айманс, перший президент Ліги Націй
- Поль Жансон
- Поль-Еміль Жансон
- Жозеф Лебо
- Альбер Ліла
- Адольф Макс, мер Брюсселя (1909–1939)
- Еудор Пірмез
- Ежен Превінай, (1805–1877), другий голова Національного банку Бельгії
- Жан Рей (1902–1983), президент Європейської комісії
- Шарль Роже
- Ернест Солвей (1838–1922), хімік, промисловість і філантроп
- Анрі Сторі (1897–1944)
- Ерман Тейрлінк (1879–1967), відомий бельгійський письменник
- П'єр ван Амбеєк
- П'єр-Теодор Верхааген
- Рауль Варок